# ホウラ虐殺
ホウラ虐殺（ホウラぎゃくさつ、 アラビア語: مجزرة الحولة、英語: Houla massacre）は、シリア内戦下の2012年5月25日、同国西部ホムス県ホウラ（Houla）で、子どもを多く含む100人以上の市民が殺害された事件である。

## 概説
5月26日、イギリスの非政府組織シリア人権監視団は、政府軍の砲撃により90人死亡と伝えた。5月27日の国際連合安全保障理事会緊急非公式会合で、国際連合シリア監視団（UNSMIS）団長を務めるノルウェーのロバート・ムード（en:Robert Mood）少将は、死者は108人、負傷者は300人に上ったと報告した。国際連合とアラブ連盟の委託を受けた監視員らが5月29日に確認したところ、犠牲者のほとんどは鉈・鎌・剣などの刃物によって殺害されていたことがわかり、国連は同日、虐殺のあった地区が反政府軍に掌握されていたことを明らかにした。事件を受け、アメリカ合衆国・イギリスなど11か国がシリアから外交官を退去させた。6月3日、バッシャール・アル＝アサド大統領は虐殺を非難。政府軍の関与を否定し、外国による陰謀を実行しているテロリストが攻撃を続けているとした。国連シリア監視団は、迫撃砲などの重火器による砲撃、至近距離による銃撃やひどい身体的虐待があったと報告、虐殺は政府軍が行った可能性が高いとの見方を明らかにしている。英米メディアは政府側が実行したと報じているが、これに疑義をとなえる意見もあり、ドイツの新聞フランクフルター・アルゲマイネ・ツァイトゥングの報道はアサド反対派の犯行とするなど、複数の主張がある。